# Gäddtjärnen (Los socken, Hälsingland, 682225-147117)
Gäddtjärnen är en sjö i Ljusdals kommun i Hälsingland och ingår i Ljusnans huvudavrinningsområde.